# 1067 Lunaria
Az 1067 Lunaria (ideiglenes jelöléssel 1926 RG) a Naprendszer kisbolygóövében található aszteroida. Karl Wilhelm Reinmuth fedezte fel 1926. szeptember 9-én.